# Estación Inca
Inca fue una estación ferroviaria correspondiente al Longitudinal Norte ubicada en la comuna de Diego de Almagro, en la Región de Atacama, Chile. La estación fue construida como parte de la extensión de las vías entre el sistema de ferrocarriles de la estación Inca de Oro-estación Pueblo Hundido, lo que posteriormente conllevó a ser parte del Longitudinal Norte. Actualmente la estación no se encuentra en operaciones.

## Historia
La estación es originalmente parte de la extensión que unió a la estación Chulo y estación Inca de Oro, y por ende el sistema de ferrocarriles de la estación Inca de Oro-estación Pueblo Hundido con el ferrocarril Caldera-Copiapó; sin embargo, esta estación no fue contemplada en el proyecto original. El proyecto originalmente comenzó a ser estudiado el 10 de junio de 1903, la enrieladura fue terminada el 20 de octubre de 1909 y fue inaugurado en 1910. Para 1909 la estación ya entregaba servicios a minerales cercanos a esta. En 1922 la estación seguía en operaciones.
Para 1958 la estación ya se encontraba suprimida.
No existen servicios que crucen por la estación; la estación poseía un desvío local, así como un triángulo de inversión para las locomotoras: 26°48′31″S 69°53′16″O / -26.8086111, -69.8878611